# Mathieu des Essarts
Mathieu des Essarts (Matheus), mort en 1310, est évêque d'Évreux à la fin du XIIIe siècle et au début du XIVe siècle.

## Famille
Son frère Roger († avant 1308) est trésorier en 1302 et archidiacre d'Ouche. Jean et Gilbert, fils de Pierre des Essarts, sont respectivement archidiacre d'Ouche et chantre du chapitre en 1309. D'autres membres de sa famille ont accédé au siège épiscopal d'Évreux: Guillaume (1333-1334) et Vincent (1334-1335), frère de Guillaume.

## Biographie
Il est issu du chapitre cathédral d'Évreux. Il est mentionné comme chantre en mai 1298.
Il accède en 1299 au siège d'Évreux et succède à Geoffroy de Bar.
Il participe en 1304, au château de Pinterville, à un concile provincial de la Normandie, à la demande de l'archevêque de Rouen Guillaume de Flavacourt, avec l'évêque d'Avranches Geoffroi Boucher et l'évêque de Séez Philippe le Boulenger.
Le gros-œuvre et la décoration du chœur de la cathédrale d'Évreux sont achevés avant 1310, date de sa mort. Il est inhumé dans la chapelle des saints évêques d'Évreux, dans un enfeu avec un gisant en cuivre. Sa tombe a aujourd'hui disparu.

## Armoiries
Matthieu des Essarts portait : « de gueules au chevron d'or. »